# Phyllis Thaxter
Phyllis Thaxter, all'anagrafe Phyllis St. Felix Thaxter (Portland, 20 novembre 1919 – Longwood, 14 agosto 2012), è stata un'attrice statunitense.

## Biografia

### La carriera
Figlia di un'attrice e di un giudice della Corte Suprema del Maine, Phyllis Thaxter iniziò a recitare a Broadway durante gli anni trenta, comparendo – fra le altre – nelle pièce, There Shall Be No Night, messa in scena da Alfred Lunt e Lynn Fontanne, coppia regina del teatro americano, e Claudia, in cui sostituì la protagonista Dorothy McGuire. Nel 1944 passò al cinema, grazie a un contratto siglato con la MGM, che la fece debuttare nel film bellico Missione segreta (1944). Il personaggio di Ellen Lawson, sposata a un pilota (Van Johnson) che rimane invalido in battaglia, fu il primo di una serie di ruoli analoghi che l'attrice interpretò durante gli anni quaranta, in genere nella parte di moglie dolce e paziente, dalla bellezza quieta e rassicurante, o di coprotagonista femminile al fianco di celebri divi.
Nel suo secondo film, Demone bianco (1945), interpretò un ruolo più complesso, quello di una ragazza la cui malattia mentale la spinge a compiere azioni incompatibili con la sua personalità, fino a condurla all'omicidio. Successivamente partecipò al melodramma in costume Il mare d'erba (1947), una saga sulle vicissitudini di una famiglia del Nuovo Messico, in cui interpretò il ruolo della figlia di Spencer Tracy e Katharine Hepburn, e successivamente apparve nel western noir Sangue sulla luna (1948), una fosca vicenda di acerrime rivalità tra allevatori, interpretata a fianco di Robert Mitchum e Barbara Bel Geddes.
Nel 1950 la Thaxter tornò al suo ruolo tipico di moglie nel dramma Golfo del Messico (1950), diretto da Michael Curtiz e tratto dal romanzo Avere e non avere di Ernest Hemingway, nel ruolo della dimessa Lucy Morgan, il cui marito Harry (John Garfield), proprietario di un peschereccio con cui sbarca faticosamente il lunario, si lascia trascinare in un traffico clandestino di immigrati tra Stati Uniti e Messico, innamorandosi di una femme fatale (Patricia Neal). In una scena particolarmente riuscita e commovente, la Thaxter si tinge i capelli nel tentativo di somigliare alla rivale, con cui il marito ha una relazione segreta.
L'anno successivo l'attrice apparve in Pelle di rame (1951), biografia dell'atleta di origini indiane Jim Thorpe (Burt Lancaster), in cui interpretò la parte della moglie Margaret Miller, quindi fu partner di James Cagney nel drammatico Alcool (1951), in cui aiuta un giornalista rovinato dall'alcolismo, e di Gary Cooper nel western La maschera di fango (1952), nel quale il suo consueto ruolo di moglie devota è complicato dalle vicende del marito, un maggiore unionista della guerra civile americana che si finge codardo per potersi infiltrare come spia in campo nemico e scoprire il vero traditore. Ebbe anche occasione di prodursi in un ruolo brillante nella commedia musicale Il collegio si diverte (1952), nel ruolo di moglie di un professore universitario (Ronald Reagan), impegnato nella messa in scena di uno spettacolo musicale scolastico.
Complici alcuni problemi di salute, la Thaxter si allontanò quasi del tutto dal cinema per passare al piccolo schermo in serie antologiche come Lux Video Theatre (1953-1956), General Electric Theater (1954-1959) e Letter to Loretta (1955-1956), e in telefilm quali Alfred Hitchcock presenta (1956-1960), Carovane verso il West (1959-1960), La parola alla difesa (1964), Bonanza (1969) e molte altre. Occasionalmente ritornò sul grande schermo, segnalandosi in particolare in Superman (1978), in cui interpretò con Glenn Ford la coppia di genitori adottivi di Clark Kent (Christopher Reeve). La sua ultima apparizione sul piccolo schermo risale al 1992 in un episodio della serie La signora in giallo.
Affetta dalla malattia di Alzheimer da circa 10 anni, la Thaxter morì il 14 agosto 2012, all'età di 92 anni.

## Vita privata
All'inizio degli anni quaranta, la Thaxter fu legata per un breve periodo da un intenso rapporto di amicizia con il giovane Montgomery Clift, allora talento emergente del teatro americano, ma la relazione fra i due rimase di tipo platonico. Nel 1944 l'attrice sposò James T. Aubrey, futuro presidente della CBS, dal quale ebbe la figlia Skye (divenuta attrice) e dal quale divorziò nel 1962. Nello stesso anno sposò Gilbert Lea, ex giocatore di football americano, che morì nel 2008.

## Filmografia

### Cinema
- Missione segreta (Thirty Seconds Over Tokyo), regia di Mervyn LeRoy (1944)
- Demone bianco (Bewitched), regia di Arch Oboler (1945)
- Grand Hotel Astoria (Week-End at the Waldorf), regia di Robert Z. Leonard (1945)
- Il mare d'erba (The Sea of Grass), regia di Elia Kazan (1947)
- Living in a Big Way, regia di Gregory La Cava (1947)
- Tenth Avenue Angel, regia di Roy Rowland (1948)
- Il segno del capricorno (The Sign of the Ram), regia di John Sturges (1948)
- Sangue sulla luna (Blood On the Moon), regia di Robert Wise (1948)
- Atto di violenza (Ruthless), regia di Fred Zinnemann (1948)
- Non voglio perderti (No Man of Her Own), regia di Mitchell Leisen (1950)
- Golfo del Messico (The Breaking Point), regia di Michael Curtiz (1950)
- L'ultima sfida (Fort Worth), regia di Edwin L. Marin (1951)
- Pelle di rame (Jim Thorpe - All American), regia di Michael Curtiz (1951)
- Alcool (Come Fill the Cup), regia di Gordon Douglas (1951)
- Il collegio si diverte (She's Working Her Way Through College), regia di H. Bruce Humberstone (1952)
- La maschera di fango (Springfield Rifle), regia di André De Toth (1952)
- L'altra bandiera (Operation Secret), regia di Lewis Seiler (1952)
- La rivolta delle recluse (Women's Prison), regia di Lewis Seiler (1955)
- Sotto la minaccia (Man Afraid), regia di Harry Keller (1957)
- La vita privata di Henry Orient (The World of Henry Orient), regia di George Roy Hill (1964)
- Incident in San Francisco, regia di Don Medford (1971) (per la TV)
- Il caso Carey (The Carey Treatment), regia di Blake Edwards (1972)
- Superman, regia di Richard Donner (1978)

### Televisione
- Willys Theatre Presenting Ben Hecht's Tales of the City – serie TV, 1 episodio (1953)
- The Ford Television Theatre – serie TV, 1 episodio (1954)
- Robert Montgomery Presents – serie TV, 1 episodio (1954)
- The Motorola Television Hour – serie TV, 1 episodio (1954)
- Stage 7 – serie TV, episodio 1x24 (1955)
- Jane Wyman Presents the Fireside Theatre – serie TV, 1 episodio (1956)
- Letter to Loretta – serie TV, 3 episodi (1955-1956)
- Lux Video Theatre – serie TV, 5 episodi (1954-1956)
- Matinee Theatre – serie TV, 1 episodio (1956)
- Kraft Television Theatre – serie TV, 1 episodio (1956)
- Schlitz Playhouse of Stars – serie TV, 2 episodi (1955-1956)
- Studio 57 – serie TV, 1 episodio (1956)
- Studio One – serie TV, 1 episodio (1957)
- Climax! – serie TV, 5 episodi (1955-1957)
- The Frank Sinatra Show – serie TV, 1 episodio (1958)
- Suspicion – serie TV, 2 episodi (1957-1958)
- Lux Playhouse – serie TV, 1 episodio (1959)
- General Electric Theater – serie TV, 3 episodi (1954-1959)
- Playhouse 90 – serie TV, 1 episodio (1960)
- Carovane verso il West (Wagon Train) – serie TV, 2 episodi (1959-1960)
- Alfred Hitchcock presenta (Alfred Hitchcock Presents) – serie TV, episodi 1x30 - 2x20 - 3x11 (1956-1957)
- Outlaws – serie TV, episodio 1x10 (1960)
- The United States Steel Hour – serie TV, 3 episodi (1953-1961)
- Thriller – serie TV, episodio 2x07 (1961)
- Gli uomini della prateria (Rawhide) – serie TV, episodio 4x10 (1961)
- Ai confini della realtà (The Twilight Zone) – serie TV, episodio 3x34 (1962)
- The Crisis – serie TV, 1 episodio (1964)
- L'ora di Hitchcock (The Alfred Hitchcock Hour) – serie TV, 3 episodi (1963-1964)
- La parola alla difesa (The Defenders) – serie TV, 1 episodio (1964)
- Il fuggiasco (The Fugitive) – serie TV, 1 episodio (1964)
- Coronet Blue – serie TV, 1 episodio (1967)
- Gli invasori (The Invaders) – serie TV, 1 episodio (1968)
- Lancer – serie TV, episodio 1x07 (1968)
- Bonanza – serie TV, episodio 10x20 (1969)
- Medical Center – serie TV, 1 episodio (1970)
- F.B.I. (The F.B.I.) – serie TV, 3 episodi (1967-1971)
- Cannon – serie TV, 1 episodio (1972)
- The Longest Night, regia di Jack Smight (1972) – film TV
- Love Story – serie TV, 1 episodio (1973)
- Marcus Welby (Marcus Welby M.D.) – serie TV, 1 episodio (1974)
- Barnaby Jones – serie TV, 1 episodio (1975)
- Visions – serie TV, 1 episodio (1977)
- American Playhouse – serie TV, 1 episodio (1985)
- La signora in giallo (Murder, She Wrote) – serie TV, episodio 9x02 (1992)

## Doppiatrici italiane
- Renata Marini in Alcool, Missione segreta, L'altra bandiera, Il collegio si diverte, Golfo del Messico, Il mare d'erba, La vita privata di Henry Orient
- Rina Morelli in Grand Hotel Astoria, Sangue sulla luna
- Micaela Giustiniani in Atto di violenza
- Rosetta Calavetta in Non voglio perderti
- Franca Dominici ne La maschera di fango
- Deddi Savagnone in Superman
- Valeria Valeri ne La signora in giallo
- Daniela Cavallini in Superman (ridoppiaggio)